# Tipula (Platytipula) appendifera
Tipula (Platytipula) appendifera is een tweevleugelige uit de familie langpootmuggen (Tipulidae). De soort komt voor in het Palearctisch en Oriëntaals gebied.